# Ретивов, Алексей Георгиевич
Алексей Георгиевич Ретивов (псевдоним Алексей Ретти, 30 марта 1926, Прага — 3 октября 2010, Киев) — радиожурналист русской эмиграции, многолетний сотрудник радио «Голос Америки».
Отец — Георгий Митрофанович Ретивов (1898—1957), белый офицер, затем руководитель пражского отделения Народно-трудового союза. Мать — Новелла Евгеньевна Чирикова (1894—1978), в первые послереволюционные годы актриса российских драматических театров. Дед по матери — писатель Евгений Чириков. Дед по отцу — Митрофан Иванович Ретивов (1868—1961), донской казак, выпускник Московского университета, земский врач в Пермской губернии, затем медицинский работник в Харькове, в Болгарии, Чехословакии, в 1932—1936 гг. майор медицинской службы в армии Парагвая, скончался в Парагвае.
В 1945 году вместе с семьёй бежал из Праги в Австрию, затем жил в лагере для перемещённых лиц в Карлсфельде. С 1949 г. в США, некоторое время изучал микробиологию в Университете Боулинг-Грина. В 1957—1960 гг. в различных европейских странах как сотрудник Народно-трудового союза и корреспондент журнала «Посев».
В 1961—1976 гг. обозреватель радиостанции «Голос Америки». Был инициатором создания популярной рубрики «Американская печать о Советском Союзе», отстаивал необходимость подробно освещать диссидентское движение в СССР. Ушёл в отставку, протестуя против изменений редакционного курса, связанных с политикой разрядки; пояснил своё решение публицистической статьёй «Прощание с „Голосом Америки“», опубликованной в журнале «Континент». В 1980—1981 гг. работал в русском отделе корейского радио в Сеуле. Затем вернулся в США, с 1983 г. внештатный сотрудник «Голоса Америки», вёл авторскую программу. В 1991 г. опубликовал в журнале «Наш современник» воспоминания о деде Евгении Чирикове.
Жена, Татьяна Андреевна (1929—2020), урождённая Киршнер, псевдоним Вера Спасская — также сотрудница «Голоса Америки». Дочь — поэт, переводчик и издатель Татьяна Ретивова.